# 氟乙醛
氟乙醛是一种有机氟化合物，化学式C
2H
3FO，为某些细菌氟乙酸盐代谢的前体。